# Partido Social Progressista (1946)
O Partido Social Progressista (PSP) foi fundado em São Paulo por Adhemar de Barros, em junho de 1946. Criado a partir do Partido Republicano Progressista, presidido pelo mesmo Ademar, foi o resultado de uma fusão que além do PRP juntou o Partido Agrário Nacional (PAN) e o Partido Popular Sindicalista (PPS).
Na prática, foi a maior agremiação partidária depois do PSD, PTB e UDN entre 1947-1965 e o maior partido do estado de São Paulo no mesmo período. Foi dissolvido pelo Ato Institucional Número Dois (AI-2), de 27 de outubro de 1965. A maioria dos membros do PSP se agrupou no partido do governo, a Aliança Renovadora Nacional.
Foi representado por um presidente da República, João Café Filho, o vice de Getúlio Vargas em seu segundo mandato, que assumiu o cargo após o suicídio deste.
Foi extremamente forte no estado de São Paulo, sob a direção de Adhemar de Barros, novamente Governador do Estado eleito por duas vezes e Prefeito de São Paulo durante esse período, além de ter sido candidato à Presidência em 1960, obtendo mais de 20% dos votos. Notável também foi a participação de Benedito Manhães Barreto, que serviu como deputado federal por São Paulo e secretário da fazenda do estado de São Paulo. Outro governador do PSP foi Lucas Nogueira Garcez, lançado por Adhemar.

## Desempenho eleitoral

### Eleições legislativas
| Legislatura      | Bancada  | %    | ±  | Líder                           |
| ---------------- | -------- | ---- | -- | ------------------------------- |
| 38.ª (1947–1951) | 3 / 286  | 1,05 | 3  | Manuel Vítor (PSP-SP)           |
| 39.ª (1951–1955) | 24 / 304 | 7,89 | 21 | Paulo Lauro (PSP-SP)            |
| 40.ª (1955–1959) | 29 / 326 | 8,9  | 5  | José Carvalho Sobrinho (PSP-SP) |
| 41.ª (1959–1963) | 25 / 326 | 7,67 | 4  | Milton Brandão (PSP-PI)         |
| 42.ª (1963–1967) | 21 / 409 | 5,14 | 4  | Sílvio Braga (PSP-PA)           |

| Legislatura0     | Bancada | %    | ± | Líder                    |
| ---------------- | ------- | ---- | - | ------------------------ |
| 38.ª (1946–1951) | 1 / 64  | 1,56 | 1 | Euclides Vieira (PSP-SP) |
| 39.ª (1951–1955) | 6 / 63  | 9,52 | 5 | João Arruda (PSP-PB)     |
| 40.ª (1955–1959) | 4 / 64  | 6,25 | 2 | Lino de Matos (PSP-SP)   |
| 41.ª (1959–1963) | 2 / 64  | 3,12 | 2 | Ari Viana (PSP-ES)       |

### Eleições presidenciais e vice-presidenciais
| Ano  | Imagem | Candidato(a) a Presidente | Candidato a Vice-Presidente | Coligação                  | Votos     | %     | Colocação |
| ---- | ------ | ------------------------- | --------------------------- | -------------------------- | --------- | ----- | --------- |
| 1950 |        | Getúlio Vargas (PTB)      | —                           | Frente Populista (PTB/PSP) | 3.849.040 | 48,73 | 1°        |
| 1950 |        | —                         | Café Filho (PSP)            | Frente Populista (PTB/PSP) | 2 520 790 | 35,76 | 1°        |
| 1955 |        | Adhemar de Barros (PSP)   | —                           | PSP                        | 2.222.725 | 25,77 | 3°        |
| 1955 |        | —                         | Danton Coelho (PSP)         | PSP                        | 1.140.261 | 14,05 | 3°        |
| 1960 |        | Adhemar de Barros (PSP)   | —                           | PSP                        | 2.195.709 | 18,79 | 3°        |